# Mastanamma
Mastanamma (* 10. April 1911; † 2. Dezember 2018), auch als Granny Mastanamma bekannt, war der indische Star eines YouTube-Kanals mit dem Titel Country Foods. Sie galt als die älteste YouTuberin der Welt.

## Leben und YouTube-Karriere
Mastanamma stammte aus Gudiwada im Krishna-Distrikt in Indien, lebte zur Zeit ihrer Bekanntheit aber in dem Dorf in Guntur im indischen Bundesstaat Andhra Pradesh. Bei der Geburt wurde ihr der Name „Martamma“ gegeben. In der Folge wurde sie von einer Familie adoptiert, die sie „Mastanamma“ benannte. Als Kind weigerte sie sich, bei den Adoptiveltern zu bleiben, und kehrte nach Gudiwada zurück. Sie wurde bereits im Alter von elf Jahren verheiratet. Sie gebar fünf Kinder, von denen vier vor ihr starben. Ihr Ehemann verstarb, als Mastanamma 22 Jahre alt war. Mastanamma verdiente das Geld für den Unterhalt der Familie als Arbeiterin, vor allem mit dem Tragen von Reissäcken.
Im August 2016 veröffentlichte K. Laxman, ihr Enkel und Medienfachmann aus Hyderabad, erstmals ein Video von Mastanamma bei der Zubereitung einer Mahlzeit, einem Auberginencurry. Dieses Video erreichte innerhalb kurzer Zeit eine Abrufzahl von 75.000 Klicks.
Im Jahr 2017 hatte ihr YouTube-Kanal mit dem Titel Country Foods bereits 300.000 Abonnenten und 52 Millionen Aufrufe. Die Videos wurden von K Laxmann und seinem Freund, Srinath Reddy, erstellt. Mastanamma bereitete in den Videos bekannte traditionelle Gerichte der indischen Küche zu, aber auch ausgefallene Mahlzeiten, wie etwa gebratenes Emuei. Es gibt außerdem Folgen von Country Foods, in denen Mastanamma westlich beeinflusste Gerichte zubereitet, wie etwa Pommes frites oder Hühnchenburger. Sie verwendete beim Zubereiten der Gerichte nur einfache Küchenutensilien. Gemüse und Kartoffeln schälte sie mit den Fingern. Die Aufnahmen zeigen sie bei der Zubereitung der Gerichte ungeachtet ihres Alters auf dem Boden hockend, mit einem baumwollenen Sari bekleidet. Meist bereitete sie das Essen in den Videos in großen Metallpfannen auf einem einfachen Ofen zu. Das bekannteste Video des Kanals mit dem Titel Watermelon Chicken By My Granny zeigt Mastanamma, wie sie ein Hühnchen in einer ausgehöhlten Wassermelone gart. Dieses Video hatte 12 Millionen Aufrufe.
Aufgrund ihrer Bekanntheit reisten Besucher unter anderem aus Japan und Deutschland zu ihr nach Indien, um sie dort zu besuchen.
Am 2. Dezember 2018 starb sie im Alter von 107 Jahren. Ihre Beerdigung wurde per Live-Stream über YouTube mit 125.000 Zuschauern übertragen.